# اوتسرات
اوتسرات (به آلمانی: Utzerath) یک شهر در آلمان است که در فولکانایفل واقع شده‌است. اوتسرات ۱۸۹ نفر جمعیت دارد.